# Patapon
Patapon (em japonês:  パタポン) é um jogo eletrônico de ritmo e estratégia co-desenvolvido pela Pyramid e Japan Studio e publicado pela Sony Computer Entertainment para o PlayStation Portable (PSP) no Japão em 20 de dezembro de 2007, na Europa em 22 de fevereiro de 2008 e na América do Norte quatro dias depois. O conceito e design do jogo foram concebidos quando Hiroyuki Kotani descobriu os designs de Patapon no site pessoal do artista francês Rolito. O nome "Patapon" foi criado pelo artista e foi inspirado por uma antiga palavra francesa para "crianças". Kotani escolheu o nome por se assemelhar ao som de bateria e marcha.
No jogo, o jogador atua como uma divindade invisível a uma tribo de globos oculares antropomórficos conhecidos como "Patapons", que podem ser comandados para avançar, atacar, defender e recuar usando uma sequência de batidas de tambor. A história segue a jornada da tribo Patapon para chegar a Earthend e contemplar "IT". Ao longo de sua aventura, eles encontram feras gigantes e uma tribo inimiga conhecida como Zigotons que servem como obstáculos.
Patapon foi bem recebido entre os críticos, que elogiaram especialmente o estilo de arte da tribo Patapon e a música. Alguns revisores criticaram a natureza repetitiva do mesmo e a falta de uma opção de pausar. O jogo recebeu várias indicações, incluindo um prêmio BAFTA e ganhou o prêmio de Melhor Jogo de PSP de 2008 pela IGN. O jogo tem duas sequências, Patapon 2 e Patapon 3. Foi portado para PlayStation 4 em 2017 e teve um port para Nintendo Switch e Microsoft Windows anunciado, com lançamento previsto para julho de 2025.